# Le Thor
 Le Thor  es un pueblo y comuna francesa, en la región de Provenza-Alpes-Costa Azul, departamento de Vaucluse, en el distrito de Aviñón y cantón de L'Isle-sur-la-Sorgue.
Está integrada en la Communauté de communes du Pays des Sorgues et des Monts de Vaucluse.

## Demografía
| 3186 | 3470 | 4003 | 5023 | 5941 | 6619 |
| Para los censos de 1962 a 1999 la población legal corresponde a la población sin duplicidades (Fuente: INSEE [Consultar]) |      |      |      |      |      |

Forma parte de la aglomeración urbana de L'Isle-sur-la-Sorgue